# École néoplatonicienne d'Alexandrie
L'école néoplatonicienne d'Alexandrie est un courant dans le mouvement du néoplatonisme, qui regroupe, à Alexandrie, divers néoplatoniciens depuis le début du Ve siècle jusqu'au milieu du VIIe siècle, jusqu'à la conquête arabe en 640.

## Historique
On peut mentionner parmi les grandes figures de cette école :
- Hypatie, tuée en 415, qui enseignait Platon, Aristote ou les autres philosophes dans les années 390
- Synésios de Cyrène, disciple d'Hypatie avant 395, évêque de Ptolémaïs en 410
- Hiéroclès d'Alexandrie, disciple de Plutarque d'Athènes, sans doute le premier scolarque, recteur, de l'école néoplatonicienne d'Alexandrie, peut-être vers 430
- Hermias d'Alexandrie, de retour d'Athènes à Alexandrie vers 438, au décès de Syrianos ; auteur d'un Commentaire sur le 'Phèdre' de Platon
- Ammonios, fils d'Hermias, fils d'Hermias d'Alexandrie et d'une parente de Syrianos, disciple de Proclos, célèbre commentateur d'Aristote dès 475
- Asclepios de Tralles, disciple d'Ammonios, fils d'Hermias, auteur d'un Commentaire sur l' 'Introduction à l'arithmétique' de Nicomaque [de Gérase], vers 515
- Jean Philopon, commentateur d'Aristote dès 517 ; c'est un grammairien plus qu'un philosophe
- un livre anonyme : Prolégomènes à la philosophie de Platon (déb. VIe s.).
- Olympiodore le Jeune, sans doute "le dernier scolarque" (en 541) de l'école néoplatonicienne d'Alexandrie, peut-être identique à Olympiodore l'Alchimiste
- Elias
- David l'Arménien
- Étienne d'Alexandrie (Stéphanos d'Alexandrie), vers 620 (sous Héraclius Ier), sans doute "le dernier représentant" de l'école néoplatonicienne d'Alexandrie, et alchimiste.

Il ne faut pas confondre avec :
1. l'école philologique d'Alexandrie, illustrée par Aristarque de Samothrace, cinquième bibliothécaire du Musée d'Alexandrie (217-143 av. J.-C.) ;
2. le moyen-platonisme ou platonisme éclectique, défendu par Eudore d'Alexandrie (40 av. J.-C.) ;
3. l'école théologique d'Alexandrie, le didaskaleion chrétien d'Alexandrie, qui est une école exégétique chrétienne, dont le premier maître fut Pantène vers 180, et qui s'illustra avec Clément d'Alexandrie, Origène, Didyme l'Aveugle ;
4. l'école néoplatonicienne d'Athènes, fondée par Plutarque d'Athènes vers 400, qui atteignit son apogée avec Proclus et se termina avec Damascius et Simplicius de Cilicie en 529.

## Traits philosophiques
Quelques traits :
- Cette école avait une tendance à la christianisation (en particulier avec Jean Philopon), ce qui lui évita d'être fermée en 529, comme le fut l'école néoplatonicienne d'Athènes.
- Il y a une tendance à identifier le principe suprême au Créateur du monde.
- La philosophie se ramène à un commentaire des grands maîtres (Platon, Aristote).

Pour Ilsetraut Hadot, « il n'y a pas d'école néoplatonicienne d'Alexandrie dont les tendances doctrinales différeraient des tendances propres à l'école d'Athènes » (Le problème du néoplatonisme alexandrin. Hiéroclès et Simplicius, 1978).

### Ouvrages
- Commentaria in Aristotelem Graeca (CAG), Berlin, éd. Reimer, 1882-1909, 23 t. : édition en grec des grands commentateurs. Trad. en an. sous la direction de Richard Sorabji, Kings's College, Duckworth and Cornell University Press, Londres, 1987 ss., 80 t. en 2008.
- Prolégomènes à la philosophie de Platon (déb. VIe s.), trad. J. Trouillard et A.-Ph. Segonds, Les Belles Lettres, coll. "Universités de France", 1990, XCIX-145 p.

### Études
- (en) A. H. Armstrong, An Introduction to Ancient Philosophy, 1957.
- Ilsetraut Hadot (dir.), Le problème du néoplatonisme alexandrin. Hiéroclès et Simplicius, Études augustiniennes, 1978, p.  67-76. Rejette la thèse de K. Praechter (et Th. Kobusch) d'après laquelle Hiéroclès représenterait un alexandrinisme primitif, c'est-à-dire pré-plotinien, de type chrétien.
- (en) Ph. Merlan, From Platonism to Neoplatonism, La Haye, 2° éd. revue 1960.
- Henri-Dominique Saffrey, Le chrétien Jean Philopon et la survivance de l'école d'Alexandrie au VIe siècle, Revue des Études grecques, 67 (1954), p.  396-410.
- (en) Richard Sorabji (dir.), Aristotle Transformed: The Ancient Commentators and their Influence, Duckworth and Cornell University Press, 1990.
- (en) Richard Sorabji, The Philosophy of the Commentators 200-600 AD, 2004, Cornell, 2005.
- Etienne Vacherot, Histoire critique de l'École d'Alexandrie, 1846-1851, 3 t.
- R. Vancourt, Les derniers commentateurs alexandrins d'Aristote, Faculté catholique de Lille, 1941.
- W. Wolska-Conus, Stéphanos d'Athènes et Stéphanos d'Alexandrie. Essai d'identification et de biographie, Revue des études byzantines, 47 (1989), p.  5-89.